# Giudizio di valore
Un giudizio di valore è un'affermazione che, da un punto di vista soggettivo, valuta della liceità o dell'utilità di qualcosa. In generale, è un giudizio basato su un particolare sistema di valori.

## In epistemologia
Il termine giudizio di valore può essere inteso sia in senso positivo, a significare che la valutazione deve essere presa tenendo conto di un sistema di valori – e quindi in modo ponderato rispetto alle proprie convinzioni più profonde –, o in senso dispregiativo, a indicare un giudizio preso sulla base di considerazioni personali, opinabili e parziali, piuttosto che su un ragionamento razionale, equilibrato e oggettivo.
Alcuni affermano però che una reale oggettività è impossibile, e che anche l'analisi razionale più rigorosa è basata su un insieme di valori (magari non esplicitati). Dunque, qualsiasi conclusione di un ragionamento è necessariamente un giudizio di valore (e quindi degno di sospetto). Però spesso questa posizione si manifesta come uno strumento retorico per screditare un'affermazione.
Da un punto di vista più articolato, le "verità" scientifiche sono considerate oggettive, ma tenute per provvisorie: rimane la consapevolezza che ulteriori dati o nuovi esperimenti potrebbero cambiare la comprensione della materia.

## Teoria dei valori in Max Weber
Contrapponendosi alle tesi dei neokantiani Max Weber (1864–1920) rifiutò l'idea che i valori avessero un qualche significato metafisico mentre possedevano una "trascendenza normativa" nel senso che essi costituiscono i punti di riferimento di ogni concreta azione storica. Quando però i valori si concretizzano storicamente, nello stesso tempo appaiono i loro conflitti interni, per cui non possono essere assunti come sicuramente validi e l'uomo è costretto a una scelta che li riporta alla problematicità e al condizionamento storico. 
I presupposti delle scienze umane sono soggettivi, per cui non può pretendersi, in esse, un “dovere” di distanza dalla realtà delle idee di valore. Eppure la concezione weberiana dei giudizi di valore lo porta a richiedere che in questo ambito, una volta individuati il tema e la direzione della ricerca, questa proceda “oggettivamente”, vale a dire senza farsi condizionare dai valori soggettivi dello studioso. Le «scienze di realtà» sono per la metodologia weberiana «discipline volte in particolare alla conoscenza della realtà culturale», e allo stesso tempo scienze che si sforzano di pervenire «nonostante la soggettività dei presupposti, a risultati oggettivamente validi»: pertanto, «la avalutatività è una condizione più negativa che positiva dell’oggettività delle scienze dell’uomo», il che pone il problema dei limiti all'«equiparazione di tali discipline alle scienze della natura». 

### Avalutatività
La “vera” storia universale, che è per Weber la storia universale della cultura, va "poggiata sui processi di razionalizzazione governati dal rigore del calcolo (avalutatività) che aiuta a vincere il mistero delle forze irrazionali".
Il saggio Il senso della «avalutatività» delle scienze sociologiche ed economiche affronta ex professo la questione: esso "vede il problema della oggettività sotto un profilo epistemologico generale
che, pertanto, accomuna scienze sociali a scienze naturali (...) cerca di rendere
compatibili la nozione di avalutatività concettuale con quella di utilità valutativa
pratica della sociologia". Si tratta, quindi, "di garantire alle scienze sociali una conoscenza che sia consona
all’oggetto umano, che è essenzialmente diverso dall’oggetto naturale di cui si occupano
le scienze della natura, e di questo oggetto umano colga i significati, cioè la
dimensione spirituale, culturale e simbolica; e insieme, di garantire anche alle scienze
sociali quell’oggettività che è il vanto delle scienze naturali. L’avalutatività weberiana
(.....) è non solo un invito allo scienziato affinché si faccia da parte con
i suoi valori e le sue umane esigenze, si renda invisibile all’interno del percorso della
scienza, ma esprime anche la fiducia che questo possa accadere".
La cosiddetta avalutatività weberiana è anche al centro del suo saggio su Il lavoro intellettuale come professione, che ne spiega anche la genesi. "La sua rivendicazione dell’avalutatività dell’insegnamento universitario, espressa a fronte della politica prussiana «un professore cattolico in una regione cattolica, un professore protestante in una Università sita in terra protestante», rappresentava, sostanzialmente, un modo per richiamare l’attenzione dell’opinione pubblica proprio sul profilo, intimamente ed indissolubilmente, valutativo della libertà di giudizio del docente universitario rispetto alla tendenza dell’ente che mette a disposizione i mezzi finanziari all’istituzione universitaria. Egli sottolineò, insomma, l’insensatezza di consentire il finanziamento di cattedre «legate a certe opinioni»". "Depurata dalla sua valenza polemica (...) la sfida dell’avalutatività continua a esprimere una tensione
che è al contempo epistemologica ed etica: essa sottolinea e ripropone la necessità (e la possibilità) di immedesimarsi nel senso soggettivo delle azioni individuali e collettive che ci interessa analizzare, per giungere a una rigorosa comprensione dell’altro da sé (rigore logico-epistemologico) e nello stesso tempo la necessità (e la possibilità) che lo studioso eserciti su di sé una continua vigilanza (ascesi) per non tradire l’impegno etico
sotteso alla ricerca del vero. 
Sotto questo profilo la ricerca scientifica e la scienza nel
suo complesso perseguono un agire razionale rispetto al valore che – come ha sottolineato
variamente Weber – coincide con la verità per quanto scomoda possa essere. Dietro
all’apparente invito all’atarassia stoica (anticamera dell’indifferenza e del disimpegno),
a cui l’avalutatività sembra collegata, non vi è in Weber alcuna forma di indifferenza
intellettuale e morale (...). L’invito alla «libertà dai valori»
non indica un (impossibile) distacco dalle proprie convinzioni o dai propri giudizi di
valore, quanto l’invito a esercitare l’ascesi del rigore logico ed etico che è condizione
necessaria per saper ricostruire l’effettiva posizione dell’altro da sé".